# Psophia dextralis
O jacamim-de-costas-marrons é uma ave gruiforme da família Psophiidae.
Era considerado uma das subespécies do jacamim-de-costas-verdes (Psophia viridis), com a denominação Psophia viridis dextralis.
É uma espécie naturalmente rara que ocupa uma das áreas mais pressionadas na Amazônia. É uma ave sensível às alterações de seu habitat e também muito procurada por caçadores.

## Nome científico
Seu nome científico significa: do grego psophos, ruído, qualquer som inarticulado, aquele que faz barulho forte; e do latim dextralis, do lado direito, à direita, destro; referência feita à região onde a espécie foi coletada pela primeira vez.

## Características
Ave de porte médio que mede entre 45 e 52 centímetros. Sua cabeça, pescoço, peito e ventre são pretos. O manto é de coloração escura, sendo que sua porção proximal e a porção mediana são de coloração marrom muito escuro e a porção distal apresenta a tonalidade verde-oliva. A iridescência roxa das asas e do pescoço é bastante discreta ou ausente.

## Alimentação
Tem uma dieta variada, incluindo frutas, artrópodes, pequenos vertebrados e carniça.

## Hábitos
Encontrado em floresta densa de várzea, sempre longe de assentamentos humanos.

## Distribuição geográfica
É uma ave endêmica da Amazônia brasileira, com ocorrência ao sul do rio Amazonas, a leste do rio Tapajós e a oeste do rio Xingu. A partir do rio Xingu até o rio Tocantins, ocorre a espécie jacamim-do-xingu (Psophia interjecta).